# Piercing triangular
O piercing triangular é uma das diversas formas de piercing genital feminino. O piercing passa de um lado a outro, abaixo da base do tecido do capuz clitoridiano onde ele encontra os pequenos lábios e abaixo do clitóris. O nome é derivado do tecido onde os lábios encontram o capuz clitoridiano, que olha parece um triângulo quando comprimido. Este é o único piercing que pode estimular o clitóris por trás dele, embora ele não passe através do clitóris ou do eixo clitoridiano, há ainda a possibilidade de aumento da estimulação sexual. É dito que ele seja o piercing genital mais doloroso porque ele passa através de muito tecido e dessa forma, de muitos nervos. Ele não é possível para muitas mulheres, pois ele exige que o capuz clitoridiano sobressaia para fora do corpo em uma distância suficiente para que seja posto, o que é raro.

## História
O primeiro piercing triangular é creditado a Lou Duff do Gauntlet, e foi executado em 1991 por Elayne Angel.[carece de fontes?]